# タオの伝説
『タオの伝説』（英語: Warriors of Virtue）は、香港の映画監督ロニー・ユーがアメリカ英語で監督デビューした1997年の武術ファンタジー映画。日本では、この映画は1999年4月23日に直接ビデオ公開された。

## キャスト
※括弧内は日本語吹き替え
- ライアン - マリオ・ヤディディア（亀井芳子）[1]
- コモド - アンガス・マクファーデン （納谷六朗）
- エリシア - マーリー・シェルトン（増田ゆき）
- マスター・チャン - チャオ＝リー・チー（大木民夫）
- ヤン - ジャック・テイト（大塚明夫）
- 追加音声：秋元羊介／坂東尚樹／定岡小百合／小形満／高瀬右光／塚田正昭／伊井篤史／北村弘一／園江治／浜田賢二／浅野るり／高森奈緒／樫井笙人／柳知樹／鈴木正和

### 日本語版制作スタッフ
- 演出：吉田啓介
- 翻訳：今井朗子
- 調整：藤樫衛
- プロデュース：吉岡美惠子
- 制作協力：マウスプロモーション
- 日本語版制作：グロービジョン